# Lemme de Poincaré-Volterra
En mathématiques, et plus particulièrement en topologie, le lemme de Poincaré-Volterra énonce une condition suffisante pour la transmission de certaines propriétés topologiques par des applications continues et discrètes. Il est attribué aux mathématiciens Henri Poincaré et Vito Volterra, qui l'ont formulé et prouvé dans ses premières versions dans les années 1880,. Ce lemme est crucial dans la preuve du théorème de Radó, qui affirme que toute surface de Riemann connexe est à base dénombrable d'ouverts.

## Énoncé
Soit {\displaystyle f:X\to Y} une application continue entre deux espaces topologiques séparés. On suppose que {\displaystyle X} est connexe et que {\displaystyle Y} est à base dénombrable.
On suppose de plus que l'une des conditions suivantes est vérifiée :
- {\displaystyle f} est un homéomorphisme local, à savoir : pour tout {\displaystyle x\in X} il existe un voisinage ouvert {\displaystyle U_{x}} tel que la restriction {\displaystyle f_{|U_{x}}} soit un homéomorphisme sur son image ouverte ;
- {\displaystyle X} est une variété topologique (pas nécessairement à base dénombrable, a priori) et {\displaystyle f} est discrète, c'est-à-dire que pour tout {\displaystyle y\in Y} l'image réciproque {\displaystyle f^{-1}(\{y\})} est un sous-ensemble discret de {\displaystyle X}.

Alors, {\displaystyle X} est également à base dénombrable.

## Démonstration
La démonstration qui suit est celle d'Otto Forster.
Notons {\displaystyle {\mathfrak {B}}} une base d'ouverts de {\displaystyle Y}. Soit {\displaystyle {\mathfrak {C}}} la collection de tous les sous-ensembles ouverts {\displaystyle V} de {\displaystyle X} ayant les propriétés suivantes :
- {\displaystyle V} est à base dénombrable ;
- {\displaystyle V} est une composante connexe d'un ensemble {\displaystyle f^{-1}(U)} avec {\displaystyle U\in {\mathfrak {B}}}.

1. On affirme premièrement que {\displaystyle {\mathfrak {C}}} est une base d'ouverts de {\displaystyle X}. Soit {\displaystyle x\in X} et {\displaystyle W} un ouvert de {\displaystyle X} contenant {\displaystyle x}. On veut montrer qu'il existe un ouvert {\displaystyle V} contenant {\displaystyle x} , contenu dans {\displaystyle W} et qui soit dans {\displaystyle {\mathfrak {C}}}. Premier cas : Si on suppose que {\displaystyle f} est un homéomorphisme local, on sait qu'il existe un voisinage ouvert  {\displaystyle D} de {\displaystyle x} tel que {\displaystyle f_{|D}} soit un homéomorphisme sur son image. Il suffit alors de prendre {\displaystyle V=W\cap D}. Deuxième cas : Si {\displaystyle X} est une variété topologique et {\displaystyle f} est discrète, il existe un voisinage relativement compact {\displaystyle D} de {\displaystyle x} tel que {\displaystyle \partial D} ne rencontre pas la fibre {\displaystyle f^{-1}(f(x))} . Ainsi {\displaystyle f(\partial D)} est compact et ne contient pas {\displaystyle f(x)} . Par conséquent, il existe {\displaystyle U\in {\mathfrak {B}}} avec {\displaystyle f(x)\in U} et {\displaystyle U\cap f(\partial W)=\varnothing }. Soit {\displaystyle V} la composante connexe de {\displaystyle f^{-1}(U)}qui contient {\displaystyle x}. Comme {\displaystyle V\cap f(\partial W)=\varnothing }, il s'ensuit que {\displaystyle V\subset W} et donc que {\displaystyle V} a une base dénombrable car {\displaystyle W} est relativement compact. Ainsi {\displaystyle V\in {\mathfrak {C}}.}

1. On remarque ensuite que pour tout {\displaystyle V_{0}} dans {\displaystyle {\mathfrak {C}}}, il existe un nombre au plus dénombrable d'ouverts {\displaystyle V\in {\mathfrak {C}}} tels que {\displaystyle V\cap V_{0}} soit non vide. Ceci provient du fait que {\displaystyle {\mathfrak {B}}} est dénombrable et que {\displaystyle V_{0}} est à base dénombrable d'ouverts.
2. On peut enfin montrer que {\displaystyle {\mathfrak {C}}} est dénombrable. Fixons {\displaystyle V_{0}} dans {\displaystyle {\mathfrak {C}}} et pour tout {\displaystyle n\in \mathbb {N} }, définissons {\displaystyle {\mathfrak {C}}_{n}} comme l'ensemble des {\displaystyle V\in {\mathfrak {C}}} tels qu'il existe {\displaystyle V_{1},...,V_{n}\in {\mathfrak {C}}} vérifiant{\textstyle V_{n}=V{\text{ et }}V_{k}\cap V_{k-1}\neq \varnothing {\text{ pour tout }}k=1,...,n.}  Comme {\displaystyle X} est connexe, {\displaystyle \cup _{n\in \mathbb {N} }{\mathfrak {C}}_{n}={\mathfrak {C}}.} Il suffit alors de montrer que chaque {\displaystyle {\mathfrak {C}}_{n}} est dénombrable. Ceci se montre par récurrence à l'aide de 2.

## Résultats associés
Le lemme de Poincaré-Volterra s'est avéré être une aide essentielle pour la preuve du théorème de Radó sur les surfaces de Riemann. Une autre conséquence notable de ce lemme est l'affirmation suivante : 
Si {\displaystyle p:X\to Y} est un revêtement entre deux espaces topologiques, que {\displaystyle X} est connexe et {\displaystyle Y} est à base dénombrable, alors la fibre {\displaystyle p^{-1}(\{y\})} en un point {\displaystyle y} de {\displaystyle Y} est discrète et au plus dénombrable.